# هورشت شرباوم

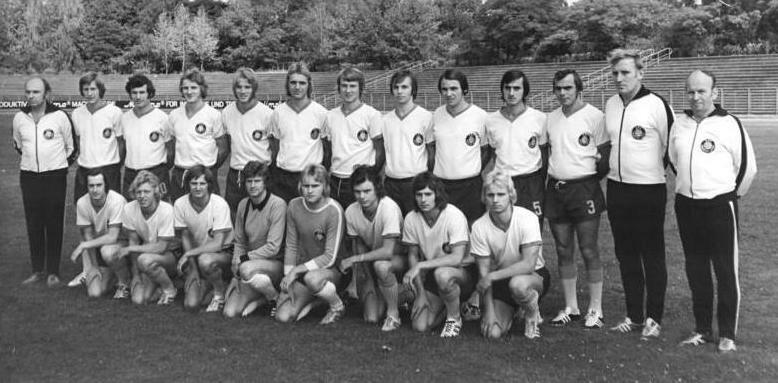
عکس تیمی با تصویری از هوشت شرباوم

هورشت شرباوم (به آلمانی: Horst Scherbaum) بازیکن فوتبال و هافبک اهل آلمان شرقی بود که از سال ۱۹۵۲ میلادی عضو تیم ملی فوتبال آلمان شرقی بوده‌است. وی در ۵ بازی ملی حضور داشته و در بازی‌های ملی‌اش گلی به ثمر نرساند. هورشت شرباوم آخرین بازی ملی خود را در سال ۱۹۵۸ میلادی انجام داد.